# 萨戈讷
萨戈讷（法語：Sagonne，法語發音：[saɡɔn]）是法国谢尔省的一个市镇，位于该省东南部，属于圣阿芒蒙龙区。萨戈讷因境内的同名城堡而闻名。

## 地理
萨戈讷（46°51'1"N, 2°49'30"E）面积18.85 平方千米，位于法国中央-卢瓦尔河谷大区谢尔省，该省份为法国中部省份，北起卢瓦雷省，西接卢瓦-谢尔省和安德尔省，南至克勒兹省，东南接阿列省，东临涅夫勒省。
与萨戈讷接壤的市镇（或旧市镇、城区）包括：布莱、沙尔利、日瓦尔东、桑宽、沃罗。
萨戈讷的时区为UTC+01:00、UTC+02:00（夏令时）。

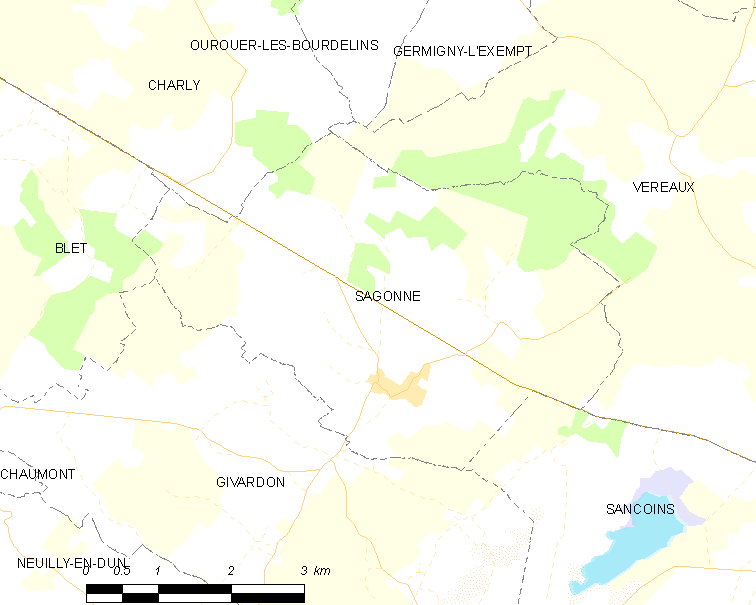
萨戈讷的OSM定位图

## 行政
萨戈讷的邮政编码为18600，INSEE市镇编码为18195。

## 政治
萨戈讷所属的省级选区为欧龙河畔丹县。

## 交通
谢尔省省道D2076线经过境内，另有省道D76线经过市中心。

## 人口

1962-2008年间萨戈讷人口变化图示

萨戈讷于2022年1月1日时的人口数量为188人。